# Вильдетаубе
Вильдетаубе (нем. Wildetaube) — община в Германии, в земле Тюрингия. 
Входит в состав района Грайц. Подчиняется управлению Лойбаталь.  Население составляет 682 человека (на 31 декабря 2010 года). Занимает площадь 7,27 км².